# Municipio de Karpoš
El municipio de Karpoš (en macedonio: Општина Карпош) es uno de los ochenta y cuatro municipios en los que se subdivide administrativamente Macedonia del Norte.

## Economía
La economía de Karpoš se inserta dentro de la economía de Skopje, la capital de Macedonia del Norte, destacándose por su enfoque en servicios, comercio y sectores relacionados con la tecnología. El municipio alberga una amplia variedad de tiendas, restaurantes, cafés y pequeños negocios que contribuyen a su dinámica comercial, proporcionando empleo local. Aunque no tiene una gran industrialización, Karpoš cuenta con algunas pequeñas y medianas empresas en sectores como manufactura, tecnología y otros industriales ligeros, impulsados por su proximidad a Skopie. Además, es un centro emergente de innovación tecnológica, con varias startups y empresas del sector digital. El sector de servicios, que incluye educación, salud y finanzas, también juega un papel importante en la economía del municipio. La construcción y el mercado inmobiliario están en auge debido a la urbanización de la zona, con un incremento en la construcción de viviendas y complejos comerciales. Aunque no es un destino turístico principal, Karpoš atrae a visitantes con sus áreas verdes, parques y rutas de senderismo. En resumen, la economía de Karpoš está impulsada por el comercio, los servicios, el sector tecnológico y la construcción, consolidándose como una zona próspera dentro de Skopie.

## Educación
Cuenta con una infraestructura educativa que cubre diferentes niveles y modalidades, desde la educación preescolar hasta la educación superior. Existen varias guarderías y jardines de infancia que brindan educación temprana, enfocándose en el desarrollo integral de los niños. En el nivel de educación primaria y secundaria, Karpoš alberga diversas escuelas que siguen el currículo nacional del Ministerio de Educación y Ciencia de Macedonia del Norte. Entre las principales escuelas primarias y secundarias se encuentran la Escuela Primaria "Kiril i Metodij" y las Escuelas Secundarias "Goce Delčev" y "Dimitar Vlahov". Aunque Karpoš no es el centro principal de educación superior, cuenta con la cercanía de universidades y facultades en los alrededores de Skopie que ofrecen programas académicos en distintas áreas. Además, el municipio tiene centros de formación profesional y técnica para preparar a los estudiantes en campos específicos del mercado laboral. La educación en Karpoš se caracteriza por un enfoque en la calidad y accesibilidad, con esfuerzos constantes para mejorar las infraestructuras y los recursos educativos.

## Geografía
Este municipio se encuentra localizado en el territorio que abarca la región estadística de Skopie. 

### Ubicación y límites
El municipio de Karpoš está ubicado en la región central de Skopje, la capital de Macedonia del Norte. Limita con varios municipios, lo que le da una posición estratégica dentro de la ciudad. Al oeste, colinda con los municipios de Saraj y Ǵorče Petrov. Al norte, está limitado por el municipio de Čučer-Sandevo, mientras que al noreste se encuentra con Butel. Al este, limita con los municipios de Čair, Centar y Kisela Voda, y al sur, con el municipio de Sopište. Esta ubicación central y sus límites geográficos lo posicionan como un núcleo importante en la ciudad de Skopie.

### Relieve
El relieve del municipio de Karpoš es variado, combinando zonas montañosas y planas. Al norte, el terreno es más montañoso, formando parte de la cordillera que rodea Skopie, con colinas y pequeñas montañas ideales para el senderismo. En el centro y sur, el terreno es más llano y urbanizado, favoreciendo el desarrollo de infraestructuras y viviendas. Además, el municipio está atravesado por varios ríos pequeños y valles, que enriquecen su ecosistema, y aunque el río principal de Skopie, el Vardar, no pasa directamente por Karpoš, su cercanía influye en el paisaje. A pesar de ser una zona urbanizada, Karpoš cuenta con varias áreas verdes y parques que complementan su diversidad geográfica.

### Hidrografía
Está influenciada por la cercanía del río Vardar, el principal río de Skopje, aunque este no atraviesa directamente el municipio. A pesar de esto, Karpoš se encuentra en la cuenca de este río, lo que afecta su ecosistema y las características hídricas del área. Además, el municipio cuenta con varios ríos más pequeños, arroyos y corrientes de agua que fluyen a través de su territorio, contribuyendo a la biodiversidad local.
Estos cursos de agua no solo son importantes desde el punto de vista ecológico, sino que también juegan un papel en la gestión del agua en la ciudad, ya que abastecen las necesidades de los habitantes y ayudan al mantenimiento de las áreas verdes y parques dentro de Karpoš. La presencia de estos cuerpos de agua también impacta el paisaje natural, proporcionando un entorno adecuado para diversas especies de fauna y flora.

### Áreas verdes
Cuenta con diversas áreas verdes que son esenciales para la calidad de vida de sus habitantes y la preservación de la biodiversidad. Entre las más destacadas se encuentra el Parque de la Ciudad (Gradski Park), un espacio amplio para caminar, hacer deportes y disfrutar de la naturaleza. Además, Karpoš tiene varios parques locales y jardines públicos que ofrecen lugares de recreación y descanso. En las zonas más montañosas del norte del municipio, también se encuentran rutas de senderismo, ideales para los amantes de la naturaleza, ofreciendo vistas panorámicas de la ciudad. Estas áreas verdes no solo mejoran el ambiente urbano, sino que también brindan espacios para el esparcimiento de las familias y los deportistas.

### Clima
Es de tipo continental mediterráneo, caracterizado por inviernos fríos y veranos calurosos. Durante el invierno, las temperaturas pueden bajar significativamente, especialmente en las noches, con temperaturas que pueden acercarse al punto de congelación. Las nevadas son comunes en los meses más fríos. En contraste, durante el verano, las temperaturas pueden ser bastante altas, alcanzando máximas de alrededor de 30 °C o más, con días soleados y secos. La primavera y el otoño suelen ser estaciones de transición, con temperaturas moderadas y agradables. La altitud del municipio, en combinación con su ubicación en el valle de Skopie, influye en estas variaciones climáticas.

## Población
Según el censo de 2021, el municipio de Karpoš, tiene una población de 63,760 habitantes, (607 habitantes por km² aproximadamente). En cuanto a la distribución étnica...
1. Macedonios: 51,609 (80.94%)
2. Albaneses: 2,324 (3.64%)
3. Serbios: 1,635 (2.56%)
4. Romaníes: 600 (0.94%)
5. Vlachos: 483 (0.76%)
6. Turcos: 443 (0.69%)
7. Bosnios: 192 (0.30%)
8. Otros / No declarados / Desconocidos: 1,126 (1.78%)